# Municipio de Lincoln (condado de Butler)
El municipio de Lincoln (en inglés: Lincoln Township) es un municipio ubicado en el condado de Butler en el estado estadounidense de Kansas. En el año 2010 tenía una población de 310 habitantes y una densidad poblacional de 1,2 personas por km².

## Geografía
El municipio de Lincoln se encuentra ubicado en las coordenadas 37°59′33″N 96°51′17″O / 37.99250, -96.85472. Según la Oficina del Censo de los Estados Unidos, el municipio tiene una superficie total de 258.69 km², de la cual 257,58 km² corresponden a tierra firme y (0,43 %) 1,11 km² es agua.

## Demografía
Según el censo de 2010, había 310 personas residiendo en el municipio de Lincoln. La densidad de población era de 1,2 hab./km². De los 310 habitantes, el municipio de Lincoln estaba compuesto por el 97,42 % blancos, el 1,29 % eran afroamericanos, el 0,32 % eran amerindios y el 0,97 % eran de una mezcla de razas. Del total de la población el 0,32 % eran hispanos o latinos de cualquier raza.